# مادة التأق البطيئة التفاعل
مادة التأق البطيئة التفاعل هي مزيج من الليكوترينات LTC4، LTD4، LTE4. تفرز هذه المادة من الخلايا البدينة (Mast Cell) خلال التأق. يمكن أن توجد أيضا في الخلايا الأسسة.
تحدث هذه المادة انقباضا ممتدا وبطيئا للعضلات الملساء، كما أن لها دور رئيسي كمضيق قصبي في مرض الربو.

LTC4
LTD4
LTE4